# Калу (река)
Калу (синг. කළු ගඟ; буквально: чёрная река) — река, расположенная на Шри-Ланке. Длина — 129 км. Площадь бассейна — 2766 км². Начало берёт на восточных склонах пика Адама; впадает в Лаккадивское море в городе Калутара.
Протекает через районы Калутара и Ратнапура и город Ратнапура.
Горные леса в Центральной провинции и национальный парк Синхараджа — главные источники воды для реки.
Крупный приток Калу — река Куда.